# Aniara - Rotta su Marte
Aniara - Rotta su Marte è un film svedese del 2018 diretto da Pella Kågerman e Hugo Lilja, basato sul poema fantascientifico Aniara di Harry Martinson.

## Trama
(La I. A. Mima, un istante prima di autodistruggersi)
Svezia, prossimo futuro. Una gigantesca astronave, Aniara, è in partenza per Marte. Tra passeggeri ed equipaggio le persone a bordo sono circa 8000. L'arrivo sul Pianeta Rosso è previsto dopo tre settimane. 
Il veicolo è attrezzato con tutti i confort possibili: ristoranti, piscine, cinema, sale da ballo. In più a bordo si trova una sofisticata intelligenza artificiale, Mima, dalla voce femminile, in grado di procurare bellissimi sogni a ciascun passeggero, facendolo sdraiare bocconi appoggiando la faccia su un cuscino speciale. Una donna, Mimaroben detta MR, è incaricata ogni giorno di radunare le persone che lo desiderano nel salone dove opera Mima. 
Ma, una settimana dopo la partenza, succede un disastroso imprevisto. I piloti, per tentare di evitare un cumulo di detriti spaziali, devono eseguire una virata d'emergenza, durante la quale il reattore nucleare viene colpito ed è necessario espellere tutte le barre di propellente dei motori per evitare l'esplosione di tutta la nave.  Il risultato è che Aniara esce completamente dalla sua rotta. Molti dei viaggiatori si accorgono ben presto che l'astronave sta andando alla deriva, malgrado le rassicurazioni del personale, secondo cui presto incontreranno un corpo celeste la cui gravità consentirà loro di tornare sulla traiettoria corretta con una fionda gravitazionale. Questo potrebbe accadere, a detta del comandante, entro due anni al massimo.
Le richieste dei servigi di Mima aumentano considerevolmente, tanto che MR è costretta a chiedere al comandante di assegnarle altro personale da istruire per quella mansione. Ma anche l'intelligenza artificiale inizia a risentire della situazione, e per molti i bellissimi sogni cominciano a trasformarsi  in orribili incubi. Mima è disperata per questo, al punto di decidere di autodistruggersi. 
Passano gli anni e nessun corpo celeste si profila all'orizzonte, ormai tutto l'equipaggio ed i passeggeri sanno che la deriva è irreversibile e la vita potrà forse continuare, ma solo sulla nave, con le risorse di energia, acqua e cibo che riescono a produrre con fatica. E infatti Aniara continua più o meno a funzionare anche se alla deriva, ma, dopo l'autodistruzione di Mima, a bordo le persone non reggono più la situazione e succede di tutto: isterismi, attacchi di panico, suicidi, orge. Alcuni fondano un culto religioso che divinizza Mima e si rifugiano nella preghiera. Una assistente pilota, Isagel, benché lesbica e convivente con la protagonista MR, resta incinta durante un'orgia. Mette al mondo un bimbo, che viene cresciuto con amore dalle due donne.
Durante il quinto anno dalla partenza viene avvistata una struttura aerospaziale che, secondo il comando, potrebbe essere una sonda di soccorso, con la quale potranno entrare in contatto in circa un anno, e quindi tornare in rotta per la destinazione. La cosa ovviamente pompa nuova linfa vitale a bordo e galvanizza l'equipaggio ed i passeggeri.
Ma la struttura avvistata e poi agganciata si rivela un'illusoria ancora di salvezza, perché non è affatto una sonda di soccorso, ma un misterioso mezzo spaziale sconosciuto: lo trascinano a bordo con l'idea di smantellarlo per recuperare la fonte di energia propulsiva, ma non riescono a individuare neppure il materiale di cui è composto, probabilmente alieno, e tantomeno riescono a ricavarne alcunché. 
Intanto Isagel, sempre più depressa e dedita a droghe, si suicida nell'appartamento dove vive con MR, dopo aver tolto la vita al figlio affogandolo nella vasca da bagno. MR nel frattempo costruisce uno "specchio a raggi" che ricrea intorno alla nave le immagini naturalistiche terrestri che produceva Mima, così da dare sollievo ai passeggeri superstiti, che intanto continuano a diminuire di numero. Un'onda d'urto proveniente dallo spazio profondo provoca una sorta di "terremoto" a bordo, falciando vittime ovunque, e riducendo notevolmente il numero delle persone sulla nave. 
L'anno 24 dalla partenza vede i sopravvissuti, tra cui MR, sempre più emaciati e disperati, che trovano nella preghiera del culto di Mima l'unica consolazione a bordo della grande nave sempre più fatiscente, deserta e sempre più simile ad un sarcofago. 
Nella sequenza finale, l'astronave giunge nella costellazione della Lira, nei pressi di un pianeta che sembra molto simile alla Terra. La didascalia dice che sono passati 5981407 anni.

## Riconoscimenti
Nel 2019 il film ha vinto il premio Asteroid quale Miglior Film Internazionale al Science+Fiction Festival di Trieste.
Pella Kågerman con Hugo Lilja, Emelie Garbers e Bianca Cruzeiro per questo film hanno vinto nel 2020 il Guldbagge Award, rispettivamente per miglior regia, miglior attrice protagonista e miglior attrice non protagonista.